# Ablennes hians
Genre
Espèce
Statut de conservation UICN

LC : Préoccupation mineure
Ablennes hians, l’Anguille plate, Orphie coutelas ou Orphie plate, unique représentante du genre Ablennes, est une espèce de poissons marins de la famille des Belonidae.

## Répartition et habitat
L'orphie plate ou l'anguille plate se trouve le long des côtes dans des eaux tropicales et tempérées. Elle vit en surface jusqu'à des profondeurs de 3 m.

## Description
Ce poisson grégaire mesure au maximum 140 cm. Il mange du zooplancton et des petits poissons pélagiques.
Sa reproduction est ovipare et chacune de ses pontes contient environ 600 œufs.

## Systématique
L'espèce a été initialement classée dans le genre Belone sous le protonyme Belone hians Valenciennes, 1846.
En français, elle porte les noms vernaculaires ou normalisés « Anguille plate », « Orphie coutelas, » ou « Orphie plate, ».
Ablennes hians a pour synonymes :
- Ablenes hians (Valenciennes, 1846)
- Ablennes hians pacificus Walford, 1936
- Ablennes pacificus Walford, 1936
- Athlennes hians (Valenciennes, 1846)
- Belone hians Valenciennes, 1846
- Belone maculata Poey, 1860
- Belone melanostigma Valenciennes, 1846
- Belone schismatorhynchus Bleeker, 1850
- Blennes hians (Valenciennes, 1846)
- Mastaccembelus melanostigma (Valenciennes, 1846)
- Mastacembelus fasciatus Bleeker, 1872
- Tylosurus caeruleofasciatus Stead, 1908
- Tylosurus hians (Valenciennes, 1846)

Le genre Ablennes a pour synonymes :
- Ablenes
- Athlennes Jordan & Fordice, 1887
- Blennes